# Hans Schmidt (Fußballspieler, 1893)
Hans Schmidt (* 23. Dezember 1893 in Fürth; † 31. Januar 1971 ebenda), genannt „Bumbes“ (seltener: „Bumbas“), war ein deutscher Fußballspieler und -trainer. Er gewann insgesamt acht deutsche Meistertitel: viermal als Spieler und viermal als Trainer.
Mit dem FC Schalke 04 gewann er den Tschammerpokal 1937 und feierte in diesem Jahr das Double. Von 1913 bis 1926 absolvierte er in der deutschen Fußballnationalmannschaft 16 Länderspiele und gewann mit Süddeutschland 1922 und 1926 den Bundespokal sowie den Kampfspielpokal. Der als Spieler mit „ungewöhnlichen kämpferischen Qualitäten und Willenskraft seine Mitspieler anspornende“ Franke vermittelte diese Tugenden als Trainer seinen Mannschaften als Grundlage zum Erfolg.

## Spielerkarriere

### Vereine
Als der 12-jährige Hans Schmidt im Juli 1906 erstmals mit dem Fußball in Berührung kam, befand sich diese Sportart in Deutschland noch im Aufbau; der Fußball hatte seinen endgültigen Durchbruch als Vereinssport in den 1890er Jahren geschafft. Die Fußballabteilung des TV 1860 Fürth, die sich im November 1906 als SpVgg Fürth von den Turnern abspaltete, war erst im September 1903 als erste Fürther Mannschaft gegründet worden. Hans Schmidt rückte 1910/11 mit 17 Jahren in die erste Mannschaft der Weiß-Grünen auf und gehörte als Außenläufer in den nächsten Jahren deren Stammbesetzung an. Fürth zog in der Runde 1911/12 als Ostkreismeister erstmals in die süddeutsche Endrunde ein, gewann 1914 die süddeutsche Meisterschaft und debütierte deshalb in dieser Saison in der Endrunde um die deutsche Meisterschaft. Rasch entwickelte sich der junge Schmidt zu einer herausragenden Spielerpersönlichkeit. Durch seine Willensstärke, Dynamik und Kampfkraft gab er nie ein Spiel verloren und spornte oftmals seine Mitspieler zu vermehrtem Einsatz an. Wesentlichen Einfluss auf seine sportliche Entwicklung hatte die Trainertätigkeit von William Townley, der ab April 1911 die „Kleeblattelf“ vom Ronhof betreute.
Mit seinen Engagements beim Karlsruher FV, SpVgg Fürth und dem FC Bayern München wird der Engländer als Begründer der süddeutschen Schule gewürdigt, die vor allem das Flachpass-Spiel über mehrere Stationen pflegte. Schmidt selbst hielt Townley für seinen entscheidenden Lehrmeister. Er bewunderte dessen Technik, mit der er jede Übung vorgemacht habe. Statt wie bisher in Deutschland noch nach dem Motto zu verfahren, „möglichst hart und weit zu schießen“, führte der Mann aus Blackburn technische Raffinessen ein, verbesserte die Ballbehandlung, ließ Spielzüge und Angriffskombinationen üben und führte das Flachpass-Spiel ein. All dies waren für deutsche Fußballmannschaften ungewöhnliche Trainingsinhalte. Christoph Bausenwein zitiert Schmidt mit folgender Aussage zu dem Trainer aus England:

„Er zeigte uns in den Trainingsspielchen, wie wir den Ball laufen lassen sollten. Im Winter zog er ein abwechslungsreiches Hallentraining auf. Wir trainierten dreimal in der Woche. Ich arbeitete damals als kaufmännischer Angestellter in der Spielwarenbranche. Nach Geschäftsschluss wetzte ich in den Ronhof. Und zwar im Laufschritt, damit ich ja keine Minute von Townleys Training versäumte.“

Der spätere Trainer „Bumbes“ Schmidt lernte von seinem Fürther Lehrmeister daneben die taktische Schulung, systematisches Training und die für den Leistungssport notwendige Disziplin, die die gesunde Ernährung und Lebensweise einschloss.
Vom System und der Taktik her war „Bumbes“ Schmidt mit der alten Abseitsregel aufgewachsen, die bis 1925 galt. Sie besagte, dass jeder Angreifer abseits stand, wenn er vor dem Ball war und keine drei Gegenspieler mehr vor sich hatte; sie begünstigte die Entwicklung zur Ordnung um den offensiven Mittelläufer. Damit verstand es die auf Raum deckende Hintermannschaft, die Stürmer gleich hinter der Mittellinie aufzufangen, obwohl meistens vier Deckungsspieler fünf Angreifern gegenüberstanden. Die Stürmer waren oftmals nur in der Lage, quer zu spielen. Bei einem Steillaufen bestand höchste Abseitsgefahr. Als Folge waren trotz des offensiv ausgerichteten Systems Tore Mangelware; zu einseitig war die Abwehr begünstigt. Als die Abseitsregel 1925 schließlich geändert wurde, lief das Sturmspiel freier, man spielte vor allem steil und lief in den freien Raum. Die Abseitsfalle war nur schwer zu stellen. Nie wieder sind so viele Tore erzielt worden wie in der Zeit nach Änderung der Abseitsregel. In Deutschland währte diese Zeit bis ungefähr 1933, als Otto Nerz die Umstellung der deutschen Nationalmannschaft in Vorbereitung auf die Weltmeisterschaft 1934 in Italien auf das in England – durch Trainer Herbert Chapman bei Arsenal London – schon einige Jahre praktizierte WM-System mit dem zurückgezogenen Mittelläufer als Manndecker des gegnerischen Mittelstürmers vollzog. In der Zeit seiner Spielerkarriere hatte „Bumbes“ Schmidt das offensive System erlebt, insbesondere verkörpert in der Fußball-Hochburg Nürnberg-Fürth durch die zwei offensiven Mittelläufer Hans Kalb und Ludwig Leinberger. In seinen Trainerjahren musste er die Anpassung an das WM-System vollziehen.
Noch als 19-jähriger Nachwuchsspieler debütierte der Fürther am 18. Mai 1913 beim Länderspiel in Freiburg gegen die Schweiz in der Fußballnationalmannschaft. An der Seite der Stammspieler Karl Wegele und Eugen Kipp agierte er als Außenläufer. Die Eidgenossen gewannen das Spiel mit 2:1 Toren. Die Spielvereinigung setzte im nachfolgenden Spieljahr 1913/14 mit den Mitspielern Karl Burger, Georg Wellhöfer, Georg Wunderlich, Fritz Weicz, Karl Franz und Julius Hirsch zu einem Höhenflug an. In der süddeutschen Ostkreisliga wurde der Titelgewinn mit sieben Punkten Vorsprung vor dem 1. FC Nürnberg, in der Endrunde um die süddeutsche Meisterschaft mit drei Punkten Vorsprung vor der Konkurrenz aus Frankfurt, Mannheim und Stuttgart errungen. Das Finale um die deutsche Meisterschaft gewann Fürth am 31. Mai 1914 mit 3:2 Toren nach Verlängerung und insgesamt 160 Spielminuten gegen den Titelverteidiger VfB Leipzig. „Bumbes“ wurde in der 138. Minute des Feldes verwiesen. Fürth wurde ein „technisch perfektes Flachpass-Spiel“ zugeschrieben, mit dem die Spieler das „Publikum regelrecht mitzureißen vermochten“. Mit ihrer Aura erreichten sie eine über die Stadtgrenzen hinausreichende Wirkung; sie wurden zum ersten „Lieblingsklub“ vieler Fußballfans in ganz Deutschland.
Durch den Beginn des Ersten Weltkriegs Anfang August 1914 wurde der Aufschwung des Fußballbetriebs in den Vereinen und der Nationalmannschaft massiv betroffen. Schmidt, der seit 1913 beim bayerischen 19. Infanterie-Regiment in Erlangen diente, machte den ganzen Krieg an der Westfront mit, wurde mehrfach ausgezeichnet und 1919 als Unteroffizier entlassen. Die Fürther Meisterspieler Karl Franz, Sebastian Seidel, Hans Jakob und Fritz Weicz verloren im Krieg ihr Leben. Süddeutsche und deutsche Meisterschaften konnten von 1915 bis 1919 nicht ausgetragen werden; die Nationalmannschaft hatte nach dem Länderspiel am 5. April 1914 in Amsterdam gegen die Niederlande bis zum 27. Juni 1920 Spielpause. Schmidt wechselte überraschend im September 1919 zum TV 1860 Fürth. Er feierte mit den „Dambachern“ 1920 den Aufstieg in die Kreisliga Nordbayern und trat dort 1920/21 gegen die Konkurrenten 1. FC Nürnberg und SpVgg Fürth an. Als Aktiver von TV 1860 Fürth absolvierte er am 27. Juni 1920 in Zürich beim ersten Länderspiel nach der Kriegsunterbrechung seinen zweiten Einsatz in der Nationalmannschaft. Sieben Jahre lagen zwischen seinem Debüt und dem zweiten Länderspiel, ebenso die Schrecken des Ersten Weltkriegs und ein Vereinswechsel.
In dieser Zeit erlebte Schmidt den Durchbruch des Fußballs zum Massensport. Zu Beginn der Weimarer Republik konnte der DFB einen überwältigenden Mitgliederzuwachs verbuchen. Waren noch 1914 etwa 190.000 Fußballspieler unter dem Dach des Verbandes organisiert, steigerte sich diese Zahl bis zum 1. Januar 1920 auf knapp 470.000. Anfang 1921 kamen weitere 280.000 Mitglieder hinzu. Gleichzeitig entwickelten sich einige Vereine zu Großunternehmen mit mehr als 1.000 Mitgliedern. Erst die Einführung des Acht-Stunden-Arbeitstages ab dem 23. November 1918 in vielen Bereichen ermöglichte eine großzügigere Freizeitgestaltung und trug wesentlich zum Aufschwung des Fußballs bei. Hatte Schmidt noch am 31. Mai 1914 mit der SpVgg Fürth in Magdeburg vor 6.000 Zuschauern das Finale um die deutsche Meisterschaft gegen den VfB Leipzig absolviert, so fand das Endspiel 1924 bereits vor 30.000, das Finale 1925 in Frankfurt vor 40.000 und das im Jahr 1927 in Berlin vor 50.000 Zuschauern statt. Die Auseinandersetzung zwischen Turn- und Sportfachverbänden, welche in der „Reinlichen Scheidung“ gipfelte, gehörte zu den gesellschaftlichen Entwicklungen in dieser Zeit, die zum Aufschwung des Fußballs beitrugen.
Ab März 1922 lief der Fürther für den 1. FC Nürnberg auf. Das erste Spiel für den „Club“ bestritt er am 5. März in einem Freundschaftsspiel gegen TV 1860 Schweinau. Er fehlte verletzungsbedingt bei den zwei Finalspielen um die deutsche Meisterschaft am 18. Juni im Berliner Grunewaldstadion (2:2 n. V.) und am 6. August beim Wiederholungsspiel in Leipzig (1:1 n. V.) gegen den Hamburger SV. Bei den drei Meisterschaftserfolgen in den Jahren 1924 (2:0 gegen den Hamburger SV), 1925 (1:0 n. V. gegen den FSV Frankfurt) und 1927 (2:0 gegen Hertha BSC) gehörte er als Leistungsträger den Teams des 1. FC Nürnberg an. Insbesondere beim Triumph gegen Hertha BSC wird der Leistung von „Bumbes“ Schmidt spielentscheidende Bedeutung zugeschrieben. Der Berliner Kombinationsfußball kam überhaupt nicht zur Entfaltung; Schmidt hatte Herthas gefürchteten Torjäger „Hanne“ Sobek fest im Griff, und zugleich brachte er den Gegner mit seinen Sturmläufen immer wieder in Gefahr. Dreizehn Jahre nach seinem ersten deutschen Meistertitel (1914) konnte der „Kämpfer“ und „Antreiber“ 1927 seinen vierten Erfolg in der deutschen Endrunde feiern. Mit Hans Kalb und Carl Riegel bildete er beim „Club“ über Jahre ein Mittelfeld der Extraklasse. Er beendete seine reine Spielerlaufbahn im Sommer 1928, nachdem er von 1914 bis 1927 in den Endrunden um die deutsche Meisterschaft 13 Spiele und von 1922 bis 1928 für Nürnberg insgesamt 297 Spiele absolviert hatte.
Nach der Saison 1928/29, er hatte als Spielertrainer den ASV Nürnberg in der Bezirksliga Nordbayern auf den 3. Platz geführt, beendete der 35-Jährige seine aktive Spielerlaufbahn endgültig.

### Auswahleinsätze
Nach seinem Debüt mit 19 Jahren im Jahr 1913 in der Fußballnationalmannschaft und seinem zweiten Länderspiel nach weltkriegsbedingten sieben Jahren Pause im Juni 1920 in Zürich gegen die Schweiz nahm die Länderspielkarriere von „Bumbes“ Schmidt nach seinem Wechsel im März 1922 zum 1. FC Nürnberg erst richtig Fahrt auf. Durch seine Spielleistung zum Triumph von Süddeutschland im Bundespokal – durch einen 7:0-Sieg im Finale am 5. März 1922 gegen Norddeutschland – sowie am 23. Juni desselben Jahres in Berlin im Finale des Kampfspielpokals gegen Westdeutschland (4:1-Sieg) wurde der harte Zweikämpfer mit der „Pferdelunge“ am 2. Juli 1922 in Bochum beim Länderspiel gegen Ungarn zum dritten Mal in der Nationalmannschaft berücksichtigt. Bis zum 12. Dezember 1926 kamen danach noch weitere 13 Einsätze im DFB-Team hinzu. Darunter war das Länderspiel am 21. April 1924 in Amsterdam, als eine reine Kombination aus Nürnberg (Stuhlfauth, Kugler, Kalb, Schmidt, Träg) und Fürth (J. Müller, Hagen, Auer, Franz, Seiderer, Ascherl) gegen die Niederlande zu einem 1:0-Sieg kam. Beim olympischen Fußballturnier vom 25. Mai bis 9. Juni 1924 belegten die Niederlande den vierten Rang. Grüne beschreibt in der Geschichte über die Fußball-Nationalmannschaft die Umstände der Begegnung in Amsterdam wie folgt:

„Während sie in sportlicher Hinsicht gemeinsam den Ton angaben, waren sie untereinander [die fränkischen Nachbarn] zutiefst zerstritten. Im April 1924 kam es dadurch zu einer kuriosen Situation, als die Akteure der beiden Rivalen zum Länderspiel in Amsterdam in getrennten Eisenbahnwaggons fuhren und einander keines Blickes würdigten. Acht Tage zuvor war es beim Derby zu zahlreichen brutalen Fouls und Raufereien gekommen, die das ohnehin angespannte Verhältnis zwischen Cluberern und Kleeblättern endgültig verdorben hatten. Erstaunlicherweise erzielten die Akteure, die sich nicht in die Augen schauten, geschweige denn miteinander sprachen, dennoch einen viel beachteten 1:0-Sieg über den Olympiazweiten, wobei Torschütze Auer nach seinem Treffer lediglich von seinen Fürther Mannschaftskameraden gefeiert wurde. Nürnbergs Akteure, unter denen der entscheidende Flankengeber Kalb war, drehten dem Torschützen demonstrativ den Rücken zu.“

Bedingt durch den Austragungsort Nürnberg ragten die zwei Länderspiele am 13. Januar 1924 gegen Österreich (4:3) und am 20. Juni 1926 gegen Schweden (3:3) heraus. Als Schmidt mit seinen Mannschaftskameraden am 31. Oktober 1926 in Amsterdam das Spiel gegen die Niederlande mit 3:2 Toren gewinnen konnte, war erstmals Otto Nerz als Betreuer der Nationalmannschaft dabei. Insgesamt traf Schmidt als Nationalspieler sechs Mal auf die Schweiz. Er debütierte 1913 gegen die Eidgenossen und beendete, wie auch der Angreifer Otto Harder, am 12. Dezember 1926 in München mit der 2:3-Niederlage zwei Wochen vor seinem 33. Geburtstag seine Laufbahn in der Nationalmannschaft.
Mit Süddeutschland hatte der Mann vom „Club“ am 4. Oktober 1925 bei seinem zweiten Finalerfolg im Bundespokal (2:1-Sieg in Leipzig gegen Mitteldeutschland) beziehungsweise am 4. Juli 1926 mit einem 7:2-Erfolg in Köln gegen Westdeutschland im Kampfspielpokal weitere Erfolge als Auswahlspieler errungen.

## Fußball unter dem Hakenkreuz
Nicht nur bei Schulze-Marmeling in seiner Veröffentlichung Der gezähmte Fußball wird ausdrücklich die Erfolgsära des FC Schalke 04 in den Jahren 1934 bis 1942 als „berühmtestes Beispiel“ für die Vereinnahmung von Spitzensportlern aus der Arbeiterschaft durch das Nazi-Regime aufgeführt; auch im Beitrag von Christoph Bausenwein im Trainerbuch Strategen des Spiels werden Zusammenhänge zwischen den Persönlichkeitseigenschaften von Schmidt, seiner Verpflichtung als Trainer von Schalke 04 und Hitlers Machtergreifung im Jahr 1933 angedeutet. So wird festgehalten, „sollte es darum gegangen sein, einen Trainer zu finden, der seinen Spielern die nationalsozialistischen Mannesideale der Wehr- und Opferbereitschaft für seinen Nächsten, seine Heimat, Volk und Vaterland zu vermitteln, dann hatte man mit Bumbes Schmidt sicherlich nicht die falscheste Wahl getroffen“. Hans Schmidt war zum 1. Mai 1933 der NSDAP beigetreten (Mitgliedsnummer 2.254.167). Nach dem ersten Nachkriegsderby des 1. FC Nürnberg, den er mittlerweile trainierte, musste er 1945 auf Druck der Amerikaner den Club verlassen.

## Trainerkarriere

### FC Schalke 04
Seine ersten Trainersporen hatte Schmidt sich von 1931 bis 1933 bei Schwarz-Weiß Essen verdient, wo er mit dem ETB 1931/32 in der Ruhrbezirksliga Gruppe 1 Staffel-Meister wurde, aber in den Spielen um die Bezirksmeisterschaft mit 2:4 Toren gegen den FC Schalke 04 unterlegen war. In der Serie 1932/33 reichte es in der Gruppe 1 der Ruhrbezirksliga mit der Elf vom Uhlenkrugstadion hinter der SVg Höntrop nur zur Vizemeisterschaft, und das westdeutsche Pokalfinale wurde am 30. April 1933 mit 1:3 Toren gegen den Staffelsieger der Bezirksliga Berg/Mark (Gruppe 1), den VfL Benrath, verloren. Als Nachfolger von Kurt Otto trat „Bumbes“ Schmidt am 15. August 1933 das Traineramt beim deutschen Vizemeister des Jahres 1933, FC Schalke 04, an – einem Tag, der damit „eine entscheidende Wende in der Schalker Historie brachte“.
Kurt Otto hatte mit den Schalkern das Meisterschaftsfinale gegen Fortuna Düsseldorf verloren. Ihm wurde vorgeworfen, er habe die Mannschaft „nicht richtig im Griff gehabt“, weshalb die Vereinsführung unter Fritz Unkel den als „harten Hund“ geltenden Schmidt als seine Ablösung verpflichtete. Im ersten Jahr der neu installierten Gauliga Westfalen, 1933/34, gab es in der regional begrenzten Westfalenliga mit Höntrop, Hüsten, Germania Bochum, Herten, Hagen, Recklinghausen, Münster, Dortmund 95 und Arminia Bielefeld keine ernsthaften Konkurrenten für die Schalker Mannschaft mit ihren Stars Ernst Kuzorra und Fritz Szepan. Mit zehn Punkten Vorsprung gewann die Mannschaft von Trainer „Bumbes“ Schmidt den Titel in Westfalen und zog damit in die Endrunde um die deutsche Meisterschaft ein. Dort setzte sich Schalke in der Gruppe 2 gegen Benrath, Werder Bremen und den TV Eimsbüttel durch, bezwang im Halbfinale mit 5:2 Toren den SV Waldhof Mannheim, setzte sich am 24. Juni 1934 in Berlin im Finale mit 2:1 Toren, wobei Szepan und Kuzorra in der 88. und 89. Spielminute die Schalker Treffer erzielten, gegen seinen alten Verein 1. FC Nürnberg durch und brachte erstmals die „Victoria“ nach Schalke. Gegenüber dem Vorjahr hatte sich die Offensive mit Ernst Kalwitzki und Adolf Urban in der Qualität zwar deutlich verstärkt, aber auch die Arbeit des neuen Trainers hatte zur Meisterschaft beigetragen. Der damalige Verteidiger Hans Bornemann bemerkte dazu:

„Er machte Schalke härter, selbstbewusster und siegessicherer.“

 Als Schmidt nach Schalke kam, lief bei den Blau-Weißen das Kombinationsspiel auf der Basis erstklassiger Balltechnik schon auf hohem Niveau. Durch den fränkischen „Schleifer“ kamen aber auch die nötige Ausdauer, Disziplin und Konsequenz dazu. Er hatte zum einen „die nötige Autorität, um Ausnahmekönner wie Kuzorra und Szepan zu führen“ und zum anderen „die Vision, aus einer Ansammlung von Talenten ein Kollektiv [zu formen].“
Die Verbindung Schalke 04 und „Bumbes“ Schmidt wurde zu einer Erfolgsgeschichte. Der ehrgeizige Schmidt („rau aber herzlich“) passte zu den Schalkern. Mit ihm kam endgültig der ganz große Erfolg. Von 1933/34 bis 1937/38 übte der ehemalige Fürther und Nürnberger Nationalspieler das Traineramt beim „Knappen“-Verein aus. Das Ergebnis waren fünf Meisterschaften in der Gauliga, drei deutsche Meistertitel (1934, 1935, 1937), ein dritter Platz 1936 und die Vizemeisterschaft 1938. Nachdem 1935 und 1936 das Pokalfinale verloren gegangen war, gelang in der Saison 1936/37 als Krönung auch der Doubleerfolg durch Gewinn der Meisterschale und des Tschammer-Pokals. Das von ihm geleitete tägliche Training war für die damalige Zeit höchst professionell; seine Forderung an die Spieler, dass man nur mit Disziplin und intensiver Laufarbeit höchste Ziele erreichen kann, schöpfte sich aus seiner langjährigen erfolgreichen Praxis, weniger aus der Theorie über Trainingslehre und Taktik. Der emotionale Kumpeltyp hatte aber die Gabe, seine Überzeugungen als Trainer – wenn auch oftmals „knurrig“ und lauthals im Kommandoton vorgetragen –, seinen Spielern prägend vermitteln zu können. Sein Blick für Talente und deren Weiterentwicklung – in seiner Trainerära debütierten Walter Berg, Rudolf Gellesch, Hans Klodt, Ernst Poertgen, Otto Tibulsky und Adolf Urban in der Nationalmannschaft –, der Erfolg, sein Humor, aber auch sein Interesse am harten Alltag der Arbeiter im Ruhrpott trugen dazu bei, dass die Zweckgemeinschaft „Bumbes“ Schmidt und Schalke 04 funktionierte. Das Fachblatt Fußball schilderte das Verhältnis 1935 so:

„Er besitzt das Vertrauen eines jeden seiner Schützlinge […]. Ein selten ‚feiner Kerl‘, dessen Humor und bayerische Art in Gelsenkirchen stürmisch gefällt, zumal er sein Metier durchaus versteht (und nebenbei Kuzorras bester Zigarren-Kunde ist).“

Seiner Trainertätigkeit wird zugeschrieben, dass sich „das bekannte Schalker Kreiselspiel nicht nur genauer, schneller und kraftvoller, sondern auch zu einem regelrechten System ausgebaut hat. War es bis dahin eher eine Aneinanderreihung von Doppelpässen, so wurde es nun, ausgedehnt auf drei und vier Nebenspieler, zu einer ausgefeilten Taktik“.
„Bumbes“ selbst schreibt den Zusammenkünften in der guten Stube von „Mutter“ Henriette Thiemeyers Gaststätte am Schalker Markt – Vereinslokal und eigentliches Herz des Vereins, der in der zweiten Etage seine Geschäftsstelle hatte – das Wachsen des Schalker Zusammengehörigkeitsgefühls zu:

„Wir haben uns Witze erzählt und Volkslieder gesungen und jeder der dabei war, hatte das Gefühl, dass wir eine große Familie sind.“

Nach der überraschenden Finalniederlage (3:4 n. V.) gegen Hannover 96 im Wiederholungsspiel um die deutsche Meisterschaft 1938 – Schalke hatte erstmals seit 1933 wieder ein Meisterschaftsendspiel verloren –, verließ Schmidt enttäuscht Gelsenkirchen und übernahm in Süddeutschland den VfR Mannheim. Der Fürther wollte nicht mehr. „Mehr kann ich euch nicht beibringen“, soll er bei seinem Abschied lapidar bemerkt haben. Bausenwein führt aber auch die Möglichkeit an, dass es der Trainer leid war, dass für die Triumphe der Königsblauen immer nur Spieler wie Fritz Szepan und Ernst Kuzorra verantwortlich gemacht wurden, ihm selbst aber kaum ein Verdienst zugerechnet wurde.

### Mannheim und Nürnberg
Mit den blau-weiß-roten Rasenspielern unterstrich „Bumbes“ Schmidt in der Serie 1938/39 in der Gauliga Baden seine Fähigkeiten als Trainer. Mit 30:6 Punkten und acht Punkten Vorsprung vor dem Vize 1. FC Pforzheim gewann der VfR mit den Spielern Karl Vetter, Eugen Rößler, Philipp Rohr, Philipp Henninger, Anton Lutz und Karl Striebinger die Gaumeisterschaft und zog in die Endrunde um die deutsche Meisterschaft ein. Dort hatte es der VfR mit SK Admira Wien, Stuttgarter Kickers und dem SV Dessau 05 zu tun. Am 16. April 1939 erlitten die Mannheimer die erste Niederlage in diesem Spieljahr. Bei den Stuttgarter Kickers – mit Erwin Deyhle, Edmund Conen, Albert Sing – verlor die Schmidt-Elf das zweite Gruppenspiel mit 2:3 Toren. Dies wurde sieben Tage später mit einem 3:0-Heimsieg gegen Admira Wien – mit Peter Platzer, Toni Schall, Franz Hanreiter, Wilhelm Hahnemann – zwar egalisiert, aber die 1:4-Heimniederlage im Rückspiel gegen die Stuttgarter Kickers mit drei Conen-Treffern und die 3:8 Schlappe in Wien am letzten Gruppenspieltag brachten für Admira die Entscheidung zum Weiterkommen. Während der Runde 1939/40 wurde Schmidt zum Militärdienst eingezogen.
Im Herbst 1941 übernahm er das Traineramt beim 1. FC Nürnberg. Durch sein Geschick bei den Verhandlungen mit den Kompanieführern gelang es immer wieder, Spieler zum Club zu holen und so eine einigermaßen spielfähige Mannschaft auf den Platz zu bringen. Aber er entdeckte auch fränkische Talente und baute sie in die Mannschaft ein. Am 30. November 1941 debütierte der damals 16-jährige Max Morlock in der Ersten beim Spiel gegen den FC Wacker München in der bayerischen Bereichsklasse. Aber auch Helmut Herbolsheimer und Adolf Knoll baute er in die Club-Elf ein. In der Runde 1942/43 holten Schmidt und seine Mannschaft im Gau Nordbayern überlegen mit 40:0 Punkten und 125:17 Toren die Meisterschaft vor dem 1. FC Schweinfurt 05 und der SpVgg Fürth. Am 2. Mai 1943 verlor der Club aber in der 1. Vorrunde um die deutsche Meisterschaft mit 1:3 Toren das Heimspiel gegen den Meister der Gauliga Baden, den VfR Mannheim. In der Kriegsrunde 1943/44 konnte der Titel im Gau Nordbayern verteidigt werden. Herausragend war dabei der 12:1-Erfolg gegen den Vizemeister 1. FC Bamberg. Die Reisen zu den Auswärtsspielen wurden immer abenteuerlicher. „Eine Fahrt nach Schweinfurt machte mehr Schwierigkeiten als früher eine Gastspielreise durch das halbe Deutschland“ klagte man in den Club-Feldpostbriefen.
In der Endrunde 1944 setzte sich Schmidt mit seiner Mannschaft gegen NSTG Brüx (8:0), VfR Mannheim (3:2) und die KSG Saarbrücken (5:1) durch und scheiterte erst im Halbfinale gegen den Titelverteidiger Dresdner SC durch eine 1:3-Niederlage in Erfurt. Am 2. Februar 1945, einen Monat nach dem verheerenden Luftangriff auf Nürnberg, wurde das letzte Club-Spiel vor Kriegsende gegen die SpVgg Fürth ausgetragen. Dank Schmidt stand dem Club nach dem Zweiten Weltkrieg eine starke erste Fußballmannschaft zur Verfügung. Die Brüder Hans und Julius Uebelein, Robert Gebhardt, Georg Kennemann, Helmut Herbolsheimer, Konrad Winterstein und Max Morlock gehörten ihr an. Am 17. September 1945 wurde im Ronhof das erste Nachkriegsderby ausgetragen. Schmidt musste dann wie oben erwähnt den Verein wegen seiner NSDAP-Mitgliedschaft verlassen.

### Nach dem Zweiten Weltkrieg
Beim prominenten 1. FC Nürnberg durfte das Ex-Parteimitglied nicht mehr, beim nur regional bekannten 1. FC Bamberg dagegen konnte Schmidt das Traineramt ausüben. In Bamberg führte er die „Violetten“ 1945/46 mit den Ex-Nürnbergern Erich Herder, Ernst Luther und Hans Schäfer sowie dem Ex-Dresdner Fritz Machate in der Landesliga Bayern vor Jahn Regensburg und Wacker München zur Meisterschaft und damit zum Aufstieg in die Fußball-Oberliga Süd. Der Abgang von Torjäger Machate zum FC St. Pauli konnte 1946/47 in der Oberliga Süd nicht kompensiert werden und Bamberg stieg als 18. sofort wieder in das Amateurlager ab. „Bumbes“ blieb Trainer in der Oberliga, übernahm zur Runde 1947/48 Schwaben Augsburg und kam mit den Fuggerstädtern auf dem 11. Rang im Schlussklassement ein. Der Franke blieb aber nicht länger in Augsburg, er folgte einem Ruf aus Mannheim und übernahm erneut den dortigen VfR zur Oberligarunde 1948/49.
„Bumbes“ Schmidt und der VfR starteten mit einem 3:3-Remis am 11. September 1948 im Heimspiel gegen den 1. FC Nürnberg in die Saison. Nachdem in der zurückliegenden Runde die „Kanadier“ de la Vigne, Jöckel, Henninger, Müller und Senck den VfR verstärkt hatten, kamen neben dem Trainer auch noch die Spieler Fritz Bolleyer, Ernst Langlotz und Rudi Maier als Neuzugänge zu den Blau-Weiß-Roten vom Stadion an den Brauereien. Durch sein bekannt-berüchtigtes Konditionsprogramm – Starts, Sprints, Steigerungs- und Dauerläufe – und sein strenges Anhalten zu Disziplin auch außerhalb des Platzes (mäßiger Genuss von Alkohol, Rauchverbote, ausreichenden Schlaf vor den Spielen), nahm der VfR nach dem vierten Spieltag – einer 0:3-Niederlage bei Schweinfurt 05 und einem 11. Platz mit 4:4 Punkten – kontinuierlich Fahrt auf, trotzte dem souveränen Tabellenführer Kickers Offenbach (10 Spiele; 19:1 Punkte) am 28. November 1948 im Heimspiel ein 1:1 ab und gehörte damit punktgleich mit 1860 und Bayern München zu den Anwärtern auf den zweiten Platz im Süden. In der Rückrunde reichte es gegen den OFC auf dem Bieberer Berg wiederum zu einem 1:1. Am 30. Spieltag trennte sich der VfR auf eigenem Platz von Verfolger FC Bayern München erneut mit einem 1:1 und zog damit als süddeutscher Vizemeister hinter dem überlegenen Meister aus Offenbach (11 Punkte Vorsprung) in die Endrunde um die deutsche Meisterschaft ein.
In der Endrunde setzte sich Mannheim mit einem in der Höhe auf keinen Fall erwarteten 5:0-Erfolg in Frankfurt gegen den Nordmeister Hamburger SV – mit Walter Warning, Heinz Spundflasche, Erwin Reinhardt, Heinz Werner, Edmund Adamkiewicz, Herbert Wojtkowiak – durch, um dann in der Zwischenrunde vor 55.000 Zuschauern in der Schalker Glückauf-Kampfbahn den favorisierten Südmeister Kickers Offenbach mit einem 2:1-Sieg aus dem Wettbewerb zu werfen. Der OFC musste ohne Horst Buhtz antreten und hatte die vorherige Hürde Wormatia Worms erst nach einem Wiederholungsspiel in Karlsruhe mit 2:0 überspringen können. Die Formkurve verlief bei den zwei süddeutschen Konkurrenten entgegensetzt: Offenbach hatte in überlegener Manier die Südliga beherrscht, kam aber in der Endrunde nicht mehr an diese Hochform heran. Die „Bumbes“-Truppe dagegen lief in der Endrunde zur Höchstform auf. Im Finale traf Schmidt mit seinen Mannheimern am 10. Juli 1949 in Stuttgart vor 92.000 Zuschauern auf den Westmeister Borussia Dortmund. Die Westfalen hatten im Halbfinale ebenfalls erst nach zwei kräftezehrenden Spielen im Wiederholungsspiel den 1. FC Kaiserslautern ausgeschaltet. Da am Finaltag „schier unerträgliche Temperaturen“ herrschten, kam der körperlichen Belastbarkeit nach einer langen Saison entscheidende Bedeutung zu. Dortmund führte lange Zeit mit 1:0 und sah wie der sichere Sieger aus, doch nach dem Ausgleich durch Löttke in der 74. Minute gelang den Badenern die Wende. Die erneute Führung von Erdmann (82.) glich Langlotz drei Minuten später aus, so dass die Entscheidung in der Verlängerung fallen musste. Mittelstürmer Ernst Löttke war es schließlich, der in der 108. Minute die BVB-Abwehr zum dritten und entscheidenden Mal überwand. Der VfR Mannheim war der zweite Deutsche Meister nach dem Zweiten Weltkrieg und Schmidt feierte seinen vierten Meistertitel als Trainer. Der Triumph ohne Stars – sieht man von dem Techniker, Vorbereiter und Torschützen Rudolf de la Vigne ab –, war eine späte Bestätigung für die Qualität der Trainerarbeit des Mannes aus der Fürth-Nürnberger Fußballhochburg. Er hatte eine Mannschaft zur deutschen Meisterschaft geführt, die nicht, wie es Schalke mit den herausragenden Stars Ernst Kuzorra und Fritz Szepan zugeschrieben wurde, auch ohne bedeutenden Beitrag des Trainers die Titel errungen hat. Im Buch über die Oberliga Süd von Werner Skrentny wird de la Vigne mit folgender Aussage zu Schmidt angeführt:

„Ein Pfundskerl mit einem ganz rauen Ton, der uns Spielern, die wir alle in der Wehrmacht gewesen waren, geläufig war. Die jüngeren Spieler haben ihn später nicht mehr verstanden. Vor dem Endspiel hat er uns gesagt: ‚So, ihr A…löcher, geht da rein und gewinnt!‘ Die Taktik haben wir uns selbst zurechtgelegt, wir wussten, wie wir spielen mussten.“

Fünf Monate nach dem Gewinn der deutschen Meisterschaft, im Dezember 1949, beendete „Bumbes“ Schmidt seine Arbeit in Mannheim und kehrte wieder nach Nürnberg zurück, wo der „Club“ nach der Hinrunde 1949/50 im letzten Drittel der Tabelle rangierte und einen „Retter“ nötig hatte.
Die Club-Führung begründete den Schritt mit dem Wissen um „die unübertrefflichen Fähigkeiten von Bumbes um ein hartes Konditionstraining und seine dynamische Persönlichkeit“. Tatsächlich erreichte der Club mit dem Heimkehrer am Rundenende noch den achten Tabellenplatz. Mit einem 4:0-Heimsieg gegen den BC Augsburg beendete Schmidt mit dem 1. FC Nürnberg die Runde 1950/51. Er hatte damit die Meisterschaft in der Oberliga Süd errungen und damit den Einzug in die Endrunde um die deutsche Meisterschaft. Max Morlock wurde mit 28 Treffern Torschützenkönig der Südliga.
In der Gruppe II der Endrunde entwickelte sich ein Zweikampf des Clubs gegen Preußen Münster. Vor dem letzten Gruppenspieltag am 10. Juni 1951 wiesen die Kontrahenten mit jeweils 6:4 Zählern den gleichen Punktestand auf, und der Club führte die Gruppe mit dem knapp besseren Torverhältnis an. „Bumbes“ Mannschaft gewann das letzte Spiel im Zabo gegen den Hamburger SV mit 4:1 und schien im Finale zu stehen, denn Tennis Borussia führte zur Halbzeit gegen die Preußen mit 2:1. Mit dem Endresultat von 8:2 für Münster scheiterten die punktgleichen Nürnberger aber am Finaleinzug. Bei Punktgleichheit zählte das Divisionsverfahren, geschossene Tore geteilt durch Gegentore. Münster hatte bei 22:16 Toren einen Torquotienten von 1,375, der Club bei 17:13 nur einen von 1,308. Knapp sieben Hundertstel entschieden über die Teilnahme am Endspiel. Der total verärgerte Schmidt kündigte nach dem abgewiesenen Protest durch den DFB seinen Vertrag auf, zog wieder in den Westen und übernahm den Trainerposten bei Borussia Dortmund.
Am Borsigplatz wurde in seinem ersten Trainerjahr, 1951/52, der abgewanderte Spielgestalter und Torschütze Alfred Preißler vermisst, der noch beim Vorjahresvizemeister in Münster aktiv war. Der Mann aus Nürnberg baute den Rückkehrer Herbert Sandmann wieder in das BVB-Team ein und verhalf dem Neuzugang Alfred Niepieklo mit seinen 19 Treffern zu einem gelungenen Oberligaeinstand. In seinem zweiten Jahr in Dortmund, 1952/53, gewann er mit dem BVB die Meisterschaft in der Oberliga West – für das Tor war Heinrich Kwiatkowski gekommen und Preißler war wieder von Münster zurückgekehrt – und zog erneut mit einer von ihm trainierten Mannschaft in die Endrunde ein. Aber jetzt hatte ihn bei aller Erfahrung das Glück verlassen. Es lief für ihn und den BVB wie mit Nürnberg zwei Jahre zuvor. Die Gruppenspiele hatte Dortmund mit 10:2 Punkten beendet. Die einzige Niederlage erlitt die Schmidt-Elf gegen den VfB Stuttgart, der in der Endabrechnung ebenfalls 10:2 Punkte aufwies. Auch die Tordifferenz war mit 17:7 (BVB) beziehungsweise 16:6 (VfB) identisch. Durch das Divisionsverfahren qualifizierte sich jedoch die von Georg Wurzer trainierte Mannschaft des VfB Stuttgart hauchdünn durch das um 0,238 Tore bessere Trefferverhältnis für das Finale. In den zwei folgenden Runden reichte es für Schmidt mit Dortmund nicht mehr zum Einzug in die Endrunde. Durch den Einbau der Spieler Helmut Kapitulski, Alfred Kelbassa und Wolfgang Peters legte er aber zumindest personell den Grundstock in Dortmund für die Meisterschaften der Jahre 1956 und 1957.
Den Trainersenior zog es 1955 nach vier Jahren in Dortmund wieder in seine fränkische Heimat zurück, er trat bei der SpVgg Fürth die Nachfolge von Wilhelm Hahnemann zur Runde 1955/56 in der Oberliga Süd an. Das oftmalige Fehlen des Stammtorhüters Gerhard Geißler (6-0) und des Nationalverteidigers Herbert Erhardt (16-2) führte dazu, dass seine Rückkehr zum „Kleeblatt“ mit dem Abstiegskampf verbunden war. Trotz der Leistungsträger Max Appis, Richard Gottinger und Karl Mai belegte er mit der Spielvereinigung lediglich den 13. Rang. Der Schwung des überraschend deutlichen 7:2-Auswärtserfolges beim 175. Derby am 1. Oktober 1956 gegen den 1. FC Nürnberg reichte am Rundenende 1956/57 zum 6. Tabellenplatz. Vor 26.000 Zuschauern holte sich das Kleeblatt auch im Rückspiel am 17. Februar 1957 durch ein 2:2 einen Punkt gegen den späteren Südmeister 1. FC Nürnberg. Nach dem 7:2-Erfolg in Nürnberg wird Schmidt ein bekanntes Zitat zugeschrieben, denn da er noch immer Nürnbergfan war, kommentierte er die Heimniederlage des 1. FC Nürnberg gegen seine Fürther mit den Worten: „Die Tränen haben mir in den Augen gestanden, wie die gespielt haben! Und ausgerechnet die Blödel aus Fürth gewinnen das!“
Nach dem zweijährigen Engagement bei seinem Heimatverein SpVgg Fürth kehrte der Franke zur Runde 1958/59 nochmals als Trainer in die Oberliga Süd zurück, er übernahm die Blau-Weiß-Roten vom VfR Mannheim. Er trat die Nachfolge des zum SSV Reutlingen gewechselten Hans Merkle an. Torjäger Ernst-Otto Meyer stürmte wieder für die Elf vom Platz an den Brauereien, mit Hans Benzler war ein neuer Torhüter aus Beckum zu den Rasenspielern gekommen, und der Lokalrivale SV Waldhof hatte den Aufstieg in die Oberliga geschafft. Aber nach wie vor wurden beim VfR auf die drei Meisterspieler des Jahres 1949 – Kurt Keuerleber, Ernst Langlotz, Rudolf de la Vigne – gebaut. Der langjährige Stopper und Abwehrchef Keuerleber konnte aber krankheitshalber und verletzungsbedingt nur noch ein Ligaspiel bestreiten, mit de la Vigne (15-3) und Langlotz (17-6) konnte der Trainersenior dagegen noch gemeinsam den Umbau der Mannschaft in die Wege leiten. „Ötti“ Meyers 27 Tore verhalfen entscheidend mit beim Erreichen des 8. Tabellenplatzes. Ein Höhepunkt für Trainer, Mannschaft und Verein war das Freundschaftsspiel am 21. Dezember 1958 vor 75.000 Zuschauer beim FC Barcelona. „Barca“ gewann mit dem Innentrio László Kubala, Evaristo und Sándor Kocsis mit 3:0 Toren. Das letzte Rückrundenspiel verlor Schmidt mit dem VfR am 10. Mai 1959 gegen den Südmeister Eintracht Frankfurt mit 1:3 Toren. Am 31. Mai wurde das Halbfinale um den süddeutschen Pokal in Konstanz gegen den TSV München 1860 ausgetragen. Die Mannheimer setzten sich mit 2:1 Toren durch. In die Saison 1959/60 ging Schmidt ohne die drei langjährigen Leistungsträger Keuerleber, Langlotz und de la Vigne, die aus Altersgründen ihre Laufbahn beendet hatten. Am 6. September fand das süddeutsche Pokalfinale im Wildparkstadion in Karlsruhe gegen die am 28. Juni die deutsche Meisterschaft gewonnene Eintracht Frankfurt statt. Durch einen 1:0-Erfolg konnte Schmidt seinen letzten Titelgewinn feiern. Wegen seiner angegriffenen Gesundheit, ein ärztliches Veto lag gegen die weitere Trainertätigkeit vor, bat er den VfR-Vorstand Ende September/Anfang Oktober 1959 um vorzeitige Entlassung aus seinem Vertrag, weil der Zeitpunkt seiner möglichen Rückkehr auf den Platz nicht vorhersehbar war. Der vormalige Jugendtrainer und langjährige Ligaspieler des VfR, Philipp Rohr, übernahm Ende September 1959 die Nachfolge von „Bumbes“ Schmidt.
Der Pensionär ließ seine Trainerkarriere danach allmählich im Amateurbereich bei Jahn Regensburg und TV Pfronten im Allgäu ausklingen.
In den 1960er Jahren war er noch als Trainer beim FC Bayern Kickers 1907 Nürnberg tätig.
Der während seiner Spieleraktivität bei der SpVgg Fürth als kaufmännischer Angestellter in der Spielwarenbranche tätige Schmidt – beim „Club“ hatte er sein Geld als Wirt verdient –, verbrachte seinen Ruhestand als versierter Kartenspieler mit Freunden von früher hauptsächlich in seinem Stammcafe „Vaterland“ bei dem württembergischen Kartenspiel Binokel. Am 31. Januar 1971 starb die Trainerlegende auf tragische Weise. Zusammen mit seiner 82-jährigen Schwester wurde der 77-Jährige tot in seiner Wohnung aufgefunden – offensichtlich war bei der Bedienung des Gasherdes aus Versehen der Hahn der Bratröhre geöffnet worden.

## Erfolge
Als Spieler
- Deutscher Meister: 1914, 1924, 1925, 1927
- Bundespokalsieger: 1922, 1926
- Kampfspielpokalsieger: 1922, 1926

Als Trainer
- Deutscher Meister: 1934, 1935, 1937, 1949
- Deutscher Pokalsieger: 1937

## Kurioses
Zu seinem Spitznamen Bumbes kam Hans Schmidt, weil er als Schüler angeblich einmal von einem Gegenspieler so stark gerempelt wurde, dass er im hohen Bogen über den Platz flog. Woraufhin einer der Zuschauer rief: „Schauts ner den klann Bumbes oh!“